# Kerri Green
Kerri Green (Fort Lee, 14 gennaio 1967) è un'attrice statunitense.
È conosciuta per aver interpretato il personaggio di Andy Carmichael nel film I Goonies (1985) di Richard Donner.
Ha interpretato numerosi ruoli minori in serie televisive come La signora in giallo, E.R. - Medici in prima linea e Law & Order - Unità vittime speciali. 
La Green è anche la cofondatrice di una casa di produzione cinematografica indipendente, la Independent Women Artists, con la quale ha prodotto il film Bellyfruit (1999).

## Filmografia
- I Goonies (1985)
- Una vacanza di troppo (Summer rental) (1985)
- Lucas (1986)
- In tre si litiga meglio (1987)
- La signora in giallo (Murder, She Wrote) - serie TV, episodio 11x10 (1994)
- E.R. - Medici in prima linea (ER) - serie TV, 1 episodio (2000)
- Law & Order - Unità vittime speciali (Law & Order: Special Victims Unit) - serie TV, episodio 3x03 (2001)
- Complacent (2012)